# Where's the Revolution
Where's the Revolution è un singolo del gruppo musicale britannico Depeche Mode, pubblicato il 3 febbraio 2017 come primo estratto dal quattordicesimo album in studio Spirit.

## Promozione
Il singolo è stato presentato per la prima volta dalla radio polacca Trójka - Polskie Radio Program III, venendo pubblicato verso la mezzanotte italiana prima su YouTube attraverso un video-animazione in loop e poi reso disponibile per il download digitale.

## Video musicale
Il video è stato diretto da Anton Corbijn. Mostra i tre membri della band con finte barbe e baffi che sembrano rimandare alla figura di Karl Marx. Dave Gahan fa un discorso pubblico in una piazza semivuota e poi con Martin Gore e Andy Fletcher simula un treno con le braccia. Questa coreografia forzatamente scoordinata, unita al bianco e nero del video e al testo della canzone, trasmettono una desolazione che raggiunge il culmine quando i tre cantanti se ne vanno delusi, gettando le bandiere per terra. Durante il video alcuni dettagli diventano rossi (come la giacca di Gahan), effetto che ricorda il film Schindler's List - La lista di Schindler.

## Tracce
Testi e musiche di Martin L. Gore.
Download digitale, CD promozionale (Regno Unito)
1. Where's the Revolution – 4:59

7" (Germania)
- Lato A

1. Where's the Revolution – 4:59

- Lato B

1. Should Be Higher (Live in Berlin) – 5:53

CD, download digitale – Remixes
1. Where's the Revolution (Album Version) – 4:59
2. Where's the Revolution (Ewan Pearson Remix) – 8:36
3. Where's the Revolution (Algiers Remix) – 4:55
4. Where's the Revolution (Terence Fixmer Remix) – 6:23
5. Where's the Revolution (Autolux Remix) – 4:17

12", download digitale – Remixes
- Lato A

1. Where's the Revolution (Autolux Remix) – 4:17
2. Where's the Revolution (Pearson Sound Remix) – 6:34

- Lato B

1. Where's the Revolution (Algiers Click Farm Remix) – 3:28
2. Where's the Revolution (Simian Mobile Disco Remix) – 8:48
3. Where's the Revolution (Pearson Sound Beatless Remix) – 4:22

- Lato C

1. Where's the Revolution (Simian Mobile Disco Dub) – 8:48
2. Where's the Revolution (Terence Fixmer Spatial Mix) – 6:30

- Lato D

1. Where's the Revolution (Patrice Bäumel Remix) – 6:57
2. Where's the Revolution (Ewan Pearson Kompromat Dub) – 8:22

## Formazione
Hanno partecipato alle registrazioni, secondo le note di copertina di Spirit:
Gruppo
- Andy Fletcher – strumentazione, voce
- Dave Gahan – voce principale
- Martin L. Gore – strumentazione, voce

Altri musicisti
- Matrixxman – programmazione
- Kurt Uenala – programmazione
- James Ford – batteria

Produzione
- James Ford – produzione, missaggio
- Jimmy Robertson – ingegneria del suono, assistenza al missaggio
- Connor Long – assistenza tecnica
- Oscar Munoz – assistenza tecnica
- David Schaeman – assistenza tecnica
- Brendan Morawski – assistenza tecnica, assistenza al missaggio
- Brian Lucey – mastering
- Anton Corbijn – copertina, grafica, direzione artistica, design
- SMEL – design